# Maire Österdahl
Maire Österdahl (Maire Alexandra Österdahl, verheiratete Oksanen; * 12. Februar 1927 in Reposaari, Pori; † 18. April 2013) war eine finnische Weitspringerin und Sprinterin.
Bei den Leichtathletik-Europameisterschaften 1950 in Brüssel gewann sie Bronze im Weitsprung.
1952 wurde sie bei den Olympischen Spielen in Helsinki Neunte im Weitsprung und schied im Vorlauf der 4-mal-100-Meter-Staffel aus.
Achtmal wurde sie Finnische Meisterin im Weitsprung (19491956), zweimal im Fünfkampf (1951, 1953) und einmal im Hochsprung (1949). Viermal verbesserte sie den nationalen Rekord im Weitsprung, zuletzt am 7. September 1952 in Kopenhagen auf 5,79 m.